# Cohen and Tate
Cohen and Tate (en español: Cohen y Tate y Secuestro Infernal) es una película de suspenso de 1988 dirigida por Eric Red y protagonoizada por Roy Scheider, Adam Baldwin y Harley Cross. 
También fue el debut de Eric Red como director.

## Argumento
Travis es un niño de 9 años que fue testigo de un asesinato del crimen organizado en los Estados Unidos. Por ello él y sus padres se han convertido en un testigo protegido del FBI. Sin embargo un grupo de mafiosos quiere saber a toda costa todo lo que ha visto el chico. Por ello envían a dos asesinos, Cohen y Tate, para secuestrar al niño y matar a cualquiera que se interponga en su camino.
Ambos consiguen eso con éxito matando a los agentes que lo protegían y a sus padres, que en ese momento estaban con él, los cuales estaban todos en un rancho en Texas. Una vez hecho eso, ambos se llevan a Travis consigo para entregarlo a los que los contrataron para ello, los cuales, una vez que sepan todo lo que quieren saber al respecto, lo matarán para borrar las huellas de lo que hicieron.
Así tienen que hacer un largo viaje de 355 millas hacia Houston en coche al respecto, donde tienen que entregarlo correspondientemente. Cohen y Tate no se aman. Cohen es un asesino profesional frío con experiencia y con un mínimo de humanidad, que es consciente de la oscuridad en la que se ha metido. En cambio Tate es un psicópata de gatillo fácil y con una falta de control de sí mismo. 
Travis, sabiendo de la situación suya y de ambos, hace entonces todo para sembrar discordia entre ellos para que se maten para poder salvar así su vida aprovechándose del hecho de que se enteran por la radio del coche que su padre sobrevivió a pesar de todo herido e informó de lo ocurrido, lo que posibilita a la policía a buscarlos. 
Eso lleva a que Tate quiera matar al chico para salvarse, mientras que Cohen quiere cumplir su contrato como siempre lo hace. Todo eso finalmente lleva a que finalmente Tate intente matar a Cohen, lo que lleva a que Cohen, con ayuda de Travis, que también creó esa situación, tenga que matarlo en defensa propia. 
Después lo lleva a Houston. Sin embargo hasta entonces la policía ha podido averiguar el destino de ambos y consiguen a pesar de los esfuerzos de Cohen, que está herido por la lucha contra Tate, detener el coche con el que ambos van en las calles de Houston. Entonces Cohen, acorralado, se suicida.

## Reparto
| Actor           | Personaje             |
| --------------- | --------------------- |
| Roy Scheider    | Cohen                 |
| Adam Baldwin    | Tate                  |
| Harley Cross    | Travis Knight         |
| Cooper Huckabee | Jeff Knight           |
| Suzanne Savoy   | Martha Knight         |
| Marco Perella   | Agente del FBI George |
| Tom Campitelli  | Agente del FBI Fred   |
| Andy Gill       | Agente del FBI Roy    |

## Producción
Al principio el papel de Cohen fue ofrecido a Gene Hackman, pero él lo rechazó. Luego fue ofrecido a John Cassavetes, el cual también lo rechazó. Finalmente lo obtuvo Roy Scheider.

## Recepción
Hoy en día el largometraje ha sido valorada por portales de información en el Internet. En IMDb, con 2.513 votos registrados al respecto, esta película obtiene en el portal una media ponderada de 6,3 sobre 10. En Rotten Tomatoes las más de 250 valoraciones de usuarios del portal le dan a la película una valoración media de 3,3 de 5, de los cuales el 57% de ellas la consideran "fresca".